# Monica Granum
Monica Granum (...) è un'ex sciatrice alpina norvegese.

## Biografia
Specialista delle prove veloci, la Granum debuttò in campo internazionale in occasione dei Mondiali juniores di Hemsedal/Sälen 1987; ai Campionati norvegesi vinse la medaglia d'argento nella discesa libera nel 1987. Non ottenne piazzamenti in Coppa del Mondo né prese parte a rassegne olimpiche o iridate.

## Palmarès

### Campionati norvegesi
- 1 medaglia (dati dalla stagione 1986-1987):
  - 1 argento (discesa libera[senza fonte] nel 1987)